# Colonia de Roanoke
La colonia de Roanoke, de la isla de Roanoke en el condado de Dare, actual Carolina del Norte, Estados Unidos, fue un intento, en el siglo XVI, de la reina Isabel I de Inglaterra de establecer un asentamiento inglés permanente en América del Norte continental. Sir Humphrey Gilbert financió y organizó originalmente la empresa, antes de morir ahogado en 1583 durante un intento infructuoso de colonizar San Juan de Terranova. El hermano materno de sir Humphrey, sir Walter Raleigh, obtuvo posteriormente la carta real entregada a su hermano por la reina Isabel I y más adelante llevó a cabo los detalles del documento mediante sus delegados Ralph Lane y Richard Grenville, el primo lejano de Raleigh.
El último grupo de colonos desapareció durante la guerra anglo-española, tres años después del último envío de provisiones desde Inglaterra. Su desaparición dio origen a su sobrenombre de la «colonia perdida». Hasta hoy siguen sin hallarse pruebas definitivas sobre el destino final de los colonos.

## Carta real de Raleigh
El 25 de marzo de 1584, la reina Isabel I concedió a Raleigh una carta real para colonizar el área de Norteamérica. Esta especificaba que Raleigh estaba obligado a establecer una colonia en Norteamérica o perdería su derecho de colonización.
Raleigh e Isabel I pretendían que la expedición proporcionara riquezas desde el Nuevo Mundo y una base desde la que enviar expediciones de corsarios contra la Flota de Indias de España. Raleigh jamás visitó en persona América del Norte, aunque encabezó expediciones en 1595 y 1617 a la cuenca del río Orinoco, en Sudamérica, para buscar la legendaria ciudad de El Dorado.

## Primeros viajes a la isla de Roanoke
El 27 de abril de 1584, Raleigh envió a Philip Amadas y Arthur Barlowe al mando de una expedición para explorar la costa este de América del Norte. Llegaron a la isla de Roanoke el 4 de julio, y pronto establecieron relaciones con los nativos locales, los secotan y los croatoan. Barlowe volvió a Inglaterra con dos croatoan llamados Manteo y Wanchese, quienes pudieron describir las divisiones y la geografía de la zona a Raleigh. Basándose en esta información, Raleigh organizó una segunda expedición, dirigida por sir Richard Grenville.
La flota de Grenville partió de Plymouth el 9 de abril de 1585 con cinco naves de importancia: la Tiger (el navío de Grenville), la Roebuck, la Red Lion, la Elizabeth y la Dorothy. Desafortunadamente, una fuerte tormenta a la altura de la costa de Portugal separó a la Tiger del resto de la flota. Los capitanes habían previsto un plan de contingencia si llegaban a separarse, que consistía en reunirse de nuevo en Puerto Rico, y la Tiger alcanzó la Baye of Muskito (actual bahía de Guayanilla) el 11 de mayo.

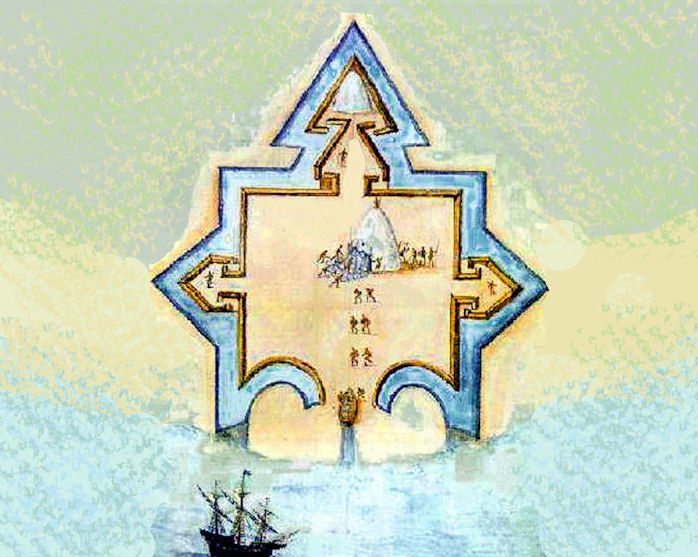
Acuarela del fuerte de la bahía de Guayanilla, probablemente similar al construido en Roanoke.

Mientras esperaba a los otros barcos, Grenville estableció relación con los españoles de la zona, al mismo tiempo que se involucró en actos de piratería contra ellos, además de construir un fuerte. La Elizabeth llegó poco después de la construcción del fuerte. Al final, Grenville acabó por cansarse de esperar a las naves restantes y zarpó el 7 de junio. Abandonaron el fuerte y su ubicación sigue siendo desconocida.

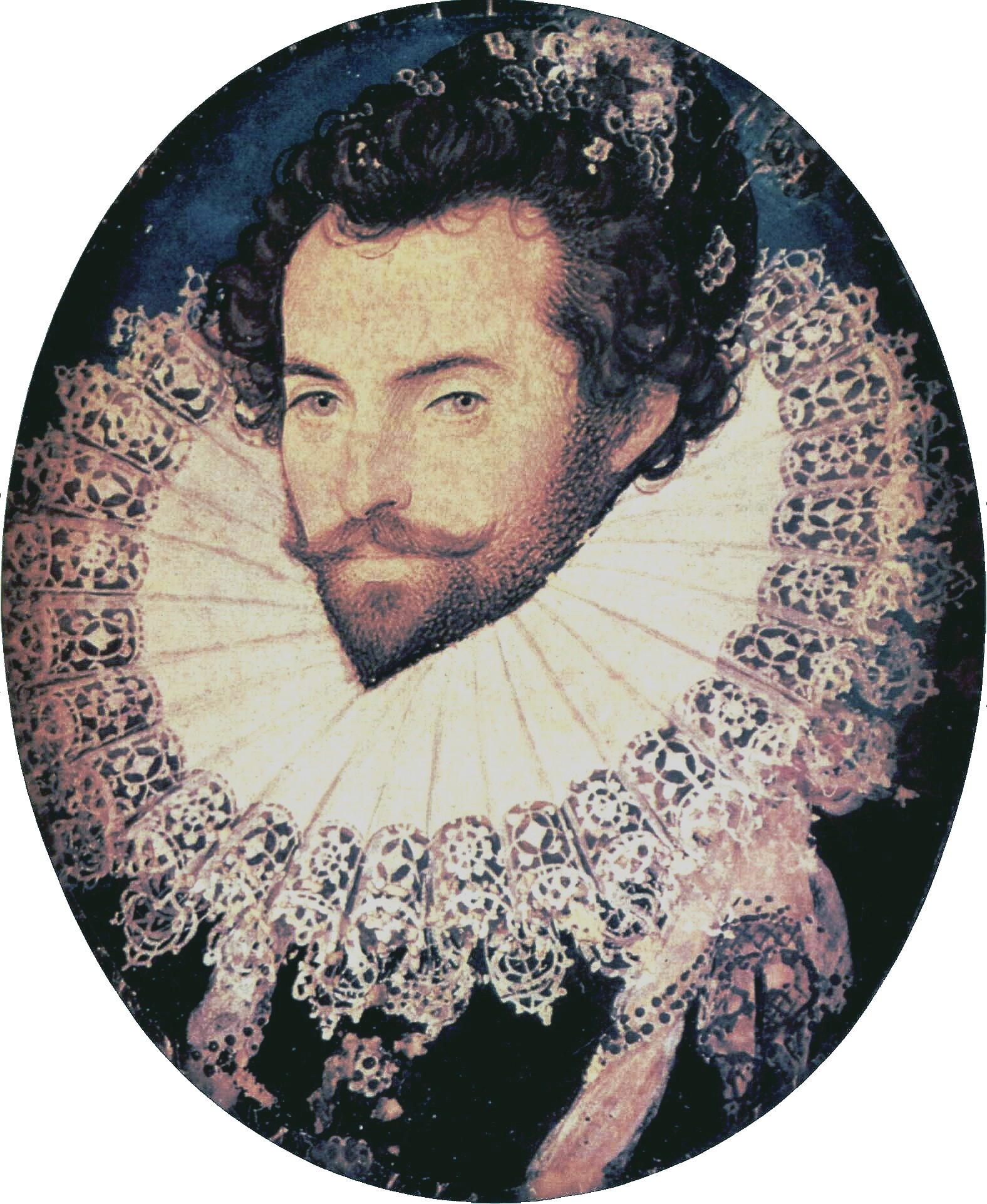
Sir Walter Raleigh

Cuando la Tiger navegaba por la ensenada de Ocracoke el 26 de junio, chocó contra un banco de arena, lo que estropeó la mayoría de las provisiones. La expedición tuvo éxito en reparar el barco y a principios de julio se reunió con la Roebuck y la Dorothy, que habían alcanzado los Outer Banks algunas semanas antes. La Red Lion se había mantenido con las demás, pero poco antes había desembarcado a sus pasajeros y puesto rumbo a Terranova para dedicarse a la piratería.
Durante la exploración inicial de la costa del continente y los asentamientos nativos de la zona se acusó a los indígenas del pueblo de Aquascogoc de robar una copa de plata. Como represalia la expedición saqueó y quemó la aldea. Los informes contemporáneos del escritor y cortesano Richard Hakluyt del primer viaje a Roanoke, recopilados de testimonios de varios inversores que incluían a Sir Walter Raleigh (Hakluyt nunca llegó a viajar al Nuevo Mundo) también describen este hecho.
A pesar de este desencuentro y de la falta de comida, Grenville decidió dejar a Ralph Lane y a 107 hombres para que establecieran una colonia en el extremo norte de la isla de Roanoke, después de comprometerse a volver en abril de 1586 con más hombres y más provisiones, tras lo que desembarcaron el 17 de agosto de 1585. Lane construyó un pequeño fuerte en la isla y ordenó que se explorase la zona que lo rodeaba. No se han conservado imágenes del fuerte de Roanoke pero muy probablemente su estructura era similar al de la Bahía de Guayanilla.
Cuando llegó la fecha acordada de abril de 1586 no hubo señal de la flota de apoyo de Grenville. Ya en junio, el resentimiento por la destrucción de la aldea nativa condujo a un ataque al fuerte que los colonos fueron capaces de rechazar. Poco después de este ataque, el 19 de junio, sir Francis Drake se detuvo en su vuelta a casa tras una incursión exitosa por el Caribe y ofreció llevarse con él a los colonos, incluyendo al metalúrgico Joachim Gans, de vuelta a Inglaterra, oferta que aceptaron, iniciando el regreso desde Virginia el 28 de junio. Al volver de su viaje los colonos de Roanoke, introdujeron el tabaco, el maíz y la patata. La flota con suministros llegó poco después de la partida de Drake con los colonos. Al encontrar la colonia abandonada, Grenville regresó a Inglaterra con el grueso de la expedición, aunque dejó un pequeño destacamento tanto para mantener la presencia inglesa como para proteger la reivindicación de Raleigh sobre la isla de Roanoke.

## Viajes posteriores a la colonia de Roanoke

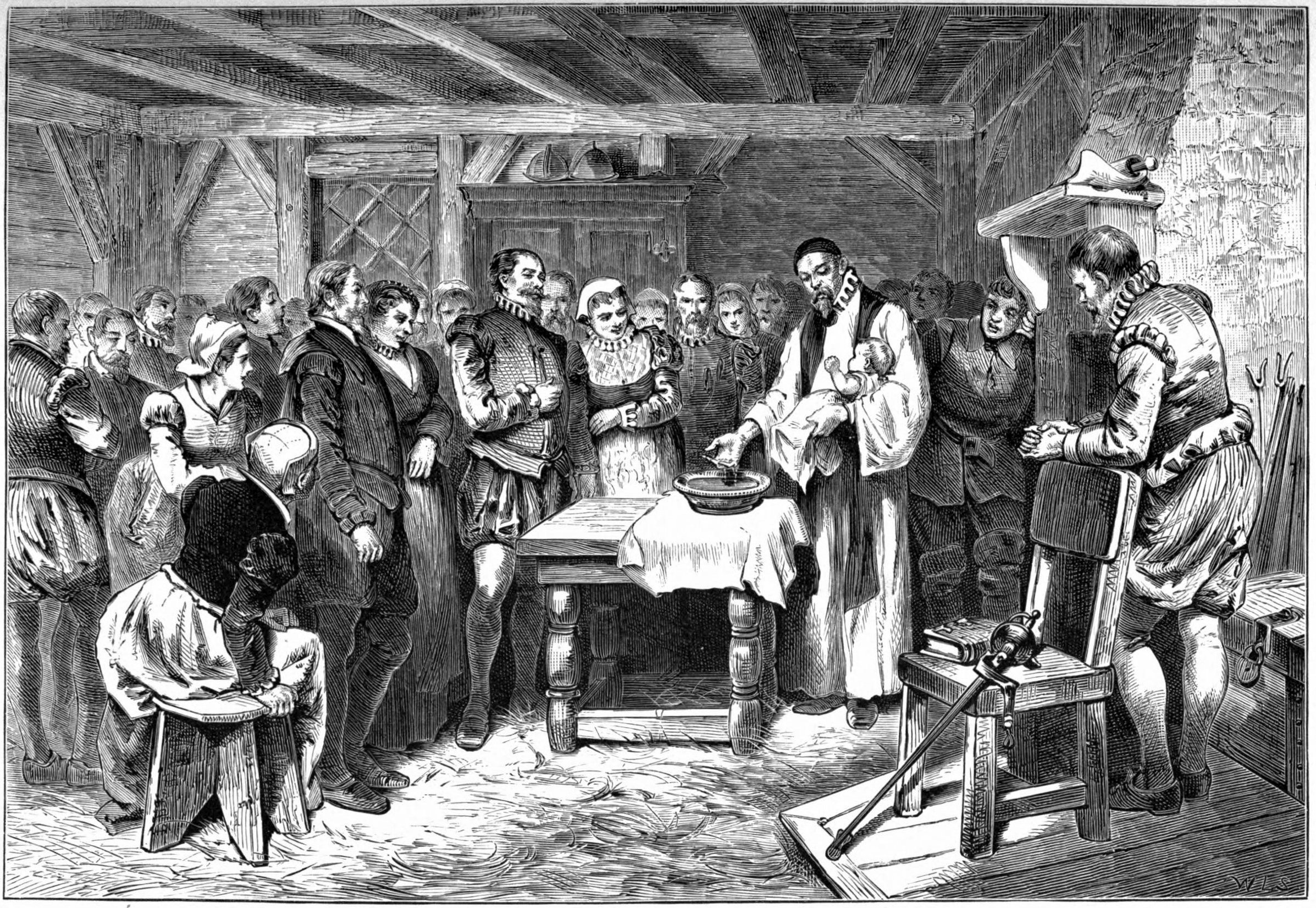
Bautismo de Virginia Dare, primer nacimiento inglés en América del Norte, litografía de 1880.

En 1587 Raleigh envió un nuevo grupo de ciento quince colonos para establecer una colonia en la bahía de Chesapeake. Al frente de la expedición estaba John White, un artista y amigo de Raleigh que le había acompañado en sus expediciones previas a Roanoke. White fue elegido gobernador con posterioridad y Raleigh nombró a doce asistentes para ayudar en el asentamiento de Roanoke. Se les ordenó viajar a Roanoke para reunirse con los hombres de Grenville, pero cuando llegaron el 22 de julio de 1587 no encontraron nada excepto un esqueleto que podría haberse tratado de los restos de uno de los miembros de la guarnición inglesa.
Los viajeros contaban con esos hombres para ayudarles con la nueva colonia, pero cuando no encontraron a nadie, perdieron la esperanza de ver a los hombres de Grenville con vida. El comandante de la flota, Simão Fernandes, se negó entonces a permitir el regreso de los colonos a los barcos e insistió en que fundaran la nueva colonia en Roanoke. Sus motivos nunca fueron aclarados.
White restableció las relaciones con los croatoan e intentó mantener una relación amistosa con las tribus con las que Ralph Lane había combatido el año anterior. Las tribus hostiles rehusaron encontrarse con él. Poco después un nativo mató al colono George Howe mientras este buscaba cangrejos en Albemarle Sound.
Temiendo por su vida, los colonos persuadieron al gobernador White de que él volviera solo a Inglaterra para explicar la desesperada situación de la colonia y para pedir ayuda. Atrás quedaron ciento quince colonos, el resto de mujeres y hombres que habían cruzado el Atlántico y la nieta recién nacida de White, Virginia Dare, el primer nacimiento inglés en las Américas.

### Regreso de White a Inglaterra
White navegó hasta Inglaterra a finales de 1587. Cruzar el Atlántico en esa época del año significaba correr un riesgo considerable, como demuestra la afirmación de Fernandes, cuyo navío apenas pudo completar el viaje. Los planes para enviar una flota de rescate tuvieron que ser aplazados por la negativa del capitán a volver durante el invierno. La llegada de la Armada Española conllevó que toda nave inglesa capaz de hacerse a la mar recibiese la orden de combatir, lo que dejó a White sin barcos capaces de navegar de vuelta a Roanoke.
Al final logró contratar dos pequeñas embarcaciones consideradas innecesarias para la defensa de Inglaterra y partió hacia Roanoke en la primavera de 1588. El intento de White se vio frustrado por la naturaleza humana y las circunstancias: las dos embarcaciones eran pequeñas y sus capitanes avariciosos. Intentaron atrapar diversos barcos españoles en el viaje de ida para aumentar sus beneficios, pero en vez de eso ellos fueron capturados y perdieron su cargamento. Con nada en su poder para entregar a los colonos, los barcos volvieron a Inglaterra.

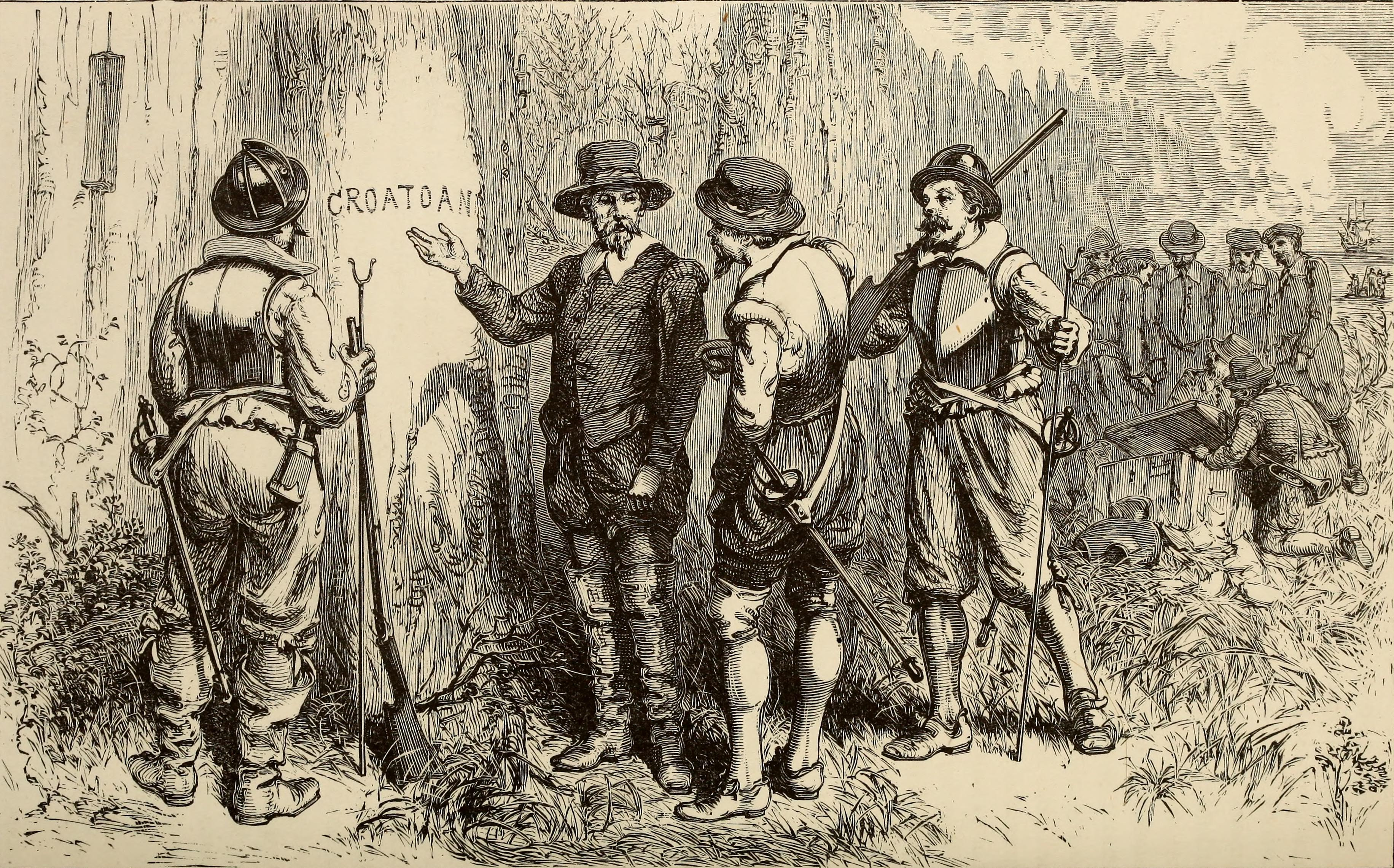
El descubrimiento de la palabra croatoan.

Debido a la guerra entre Inglaterra y España, White se vio incapaz de organizar otro intento de reabastecimiento durante tres años más. Finalmente consiguió pasaje en una expedición corsaria que aceptó detenerse en Roanoke al volver del Caribe. White desembarcó el 18 de agosto de 1590, el día del tercer cumpleaños de su nieta, pero se encontró el asentamiento completamente desierto. Sus hombres no hallaron ni rastro de los noventa hombres, diecisiete mujeres y once niños ni tampoco había huellas de enfrentamientos o combates.
La única pista fue la palabra croatoan tallada en un poste de una valla alrededor de la aldea y un cro tallado en un árbol cercano. Se habían desmontado todas las casas y fortificaciones, lo que significaba que su marcha no se había hecho de forma apresurada. Antes de haber abandonado la colonia, White les había dado instrucciones de que si algo llegara a ocurrirles, debían tallar una cruz de Malta en algún árbol de los alrededores, para indicar así que se habían visto obligados a marcharse. Dado que no había cruz alguna, White concluyó que esto quería decir que se habían marchado a la isla de Croatoan (hoy conocida como isla de Hatteras), pero le fue imposible investigarlo. Una potente tormenta se estaba formando y sus hombres se negaron a ir más lejos; al día siguiente se marcharon.

## Thomas Harriot
Nacido en 1560, Thomas Harriot comenzó a trabajar para Raleigh a principios de la década de 1580, tras graduarse en la Universidad de Oxford. Aunque no participó en el primer viaje, es posible que se encontrara entre los hombres de la expedición a la colonia de Arthur Barlowe en 1584. Instruyó a los hombres de la primera expedición de Raleigh a Roanoke en técnicas de navegación y finalmente navegó hasta la colonia con el segundo grupo de pobladores, donde sus conocimientos como naturalista fueron de particular importancia junto con los del pintor y líder del poblado John White.

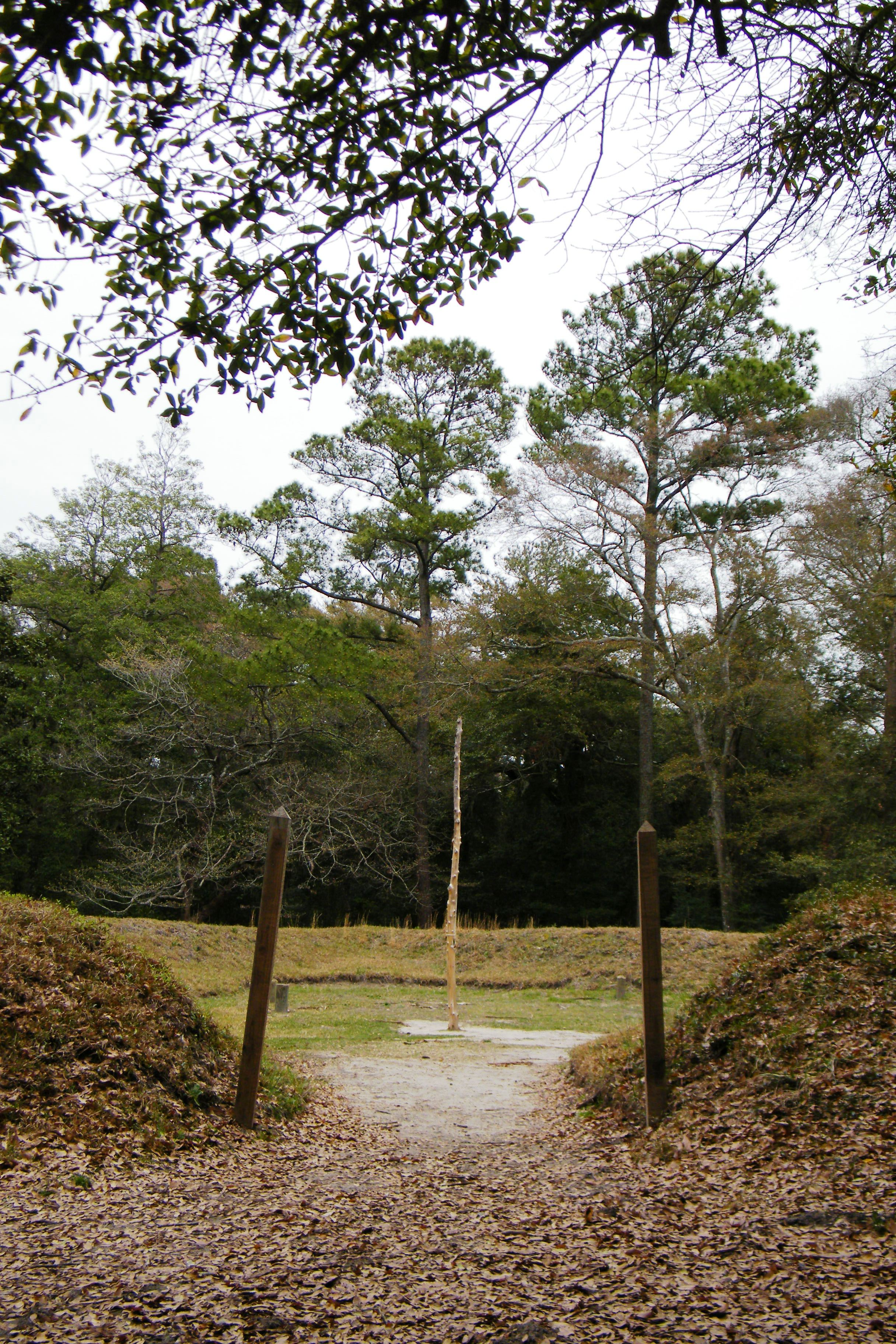
Reconstrucción de la planta de la fortificación en el Sitio Histórico Nacional de Fort Raleigh.

Entre su llegada en abril de 1585 y su marcha en julio de 1586, Harriot y White llevaron a cabo detallados estudios conjuntos del área de Roanoke durante los cuales Harriot recopilaba muestras y anotaciones en varios cuadernillos que desafortunadamente no sobrevivieron a la desaparición de la colonia. Sin embargo Harriot también describió la flora y fauna de los alrededores de la zona, que perduraron en su obra A Brief and True Report of the new Found Land of Virginia, escrita como crónica del progreso de la colonia para el gobierno inglés a petición de Raleigh. A pesar de su consideración de "propaganda" en favor de la colonia por los historiadores modernos, su obra ha sido de una importancia vital para la historia de Roanoke no solo por las observaciones de la vida salvaje hechas por Harriot, sino también por las descripciones de las actividades de los indígenas durante la época de la desaparición de la colonia.
Harriot escribió que las relaciones entre los indios de Roanoke y los colonos ingleses eran mutuamente apacibles y prósperas, lo que contradice otras pruebas históricas que catalogan los sangrientos enfrentamientos entre los indios de Roanoke y los dos comandantes de Raleigh, Sir Richard Grenville y su sucesor Ralph Lane. Harriot no recogió casi nada de estos testimonios en su crónica para Inglaterra y no mencionó el estado tumultuoso de la colonia bajo el control tanto de Grenville como de Lane, asumiendo correctamente que ese conocimiento tendría un impacto negativo en la llegada de nuevos colonos a Roanoke. Irónicamente, el texto de Harriot no llegó a Inglaterra o a las imprentas del país hasta 1588, cuando ya se había producido el aciago destino de la "Colonia Perdida".

## Investigaciones en Roanoke
Pasaron doce años antes de que Raleigh decidiera descubrir qué le había ocurrido a la colonia. Encabezada por Samuel Mace, la expedición de 1602 difería de anteriores viajes de Raleigh en que este había adquirido su propio barco y garantizado la paga de los marineros para que no se distrajeran con actividades de piratería. A pesar de ello Raleigh todavía esperaba sacar beneficio del viaje, y el barco de Mace tomó tierra en los Outer Banks para recolectar plantas aromáticas como sassafras que le reportaran unas ganancias aceptables al volver a Inglaterra. Para cuando pudieron prestarle atención al asunto de los colonos, el tiempo había empeorado y se vieron forzados a volver sin ni siquiera llegar a la isla de Roanoke. Tras ser arrestado por traición, a Raleigh le fue imposible enviar más misiones.
Mientras tanto los españoles tenían razones propias para intentar encontrar la colonia. Como sabían de las intenciones de Raleigh de usar Roanoke como base para actividades de corso, esperaban poder destruirla antes de que fuera una amenaza. Además, los informes que les llegaban contenían descripciones inexactas de las actividades del lugar y por ello imaginaron que la colonia era mucho más próspera de lo que lo era en realidad.
En 1590 encontraron los restos de la colonia por puro accidente, pero asumieron que se trataba solo de una avanzadilla del asentamiento principal, que ellos pensaban que se encontraba en la zona de la bahía de Chesapeake (la ubicación planeada por John White). Pero del mismo modo que la guerra anglo-española impidió a White volver a tiempo, las autoridades españolas en el Nuevo Mundo no pudieron reunir el suficiente apoyo de la metrópoli para semejante empresa.

## Hipótesis sobre la desaparición
No quedó registro alguno del final de la colonia de 1587, lo que dio origen a su apodo de la "Colonia Perdida", y muchas hipótesis a lo largo de los siglos han intentado dar explicación a su destino.

### Integración con las tribus locales

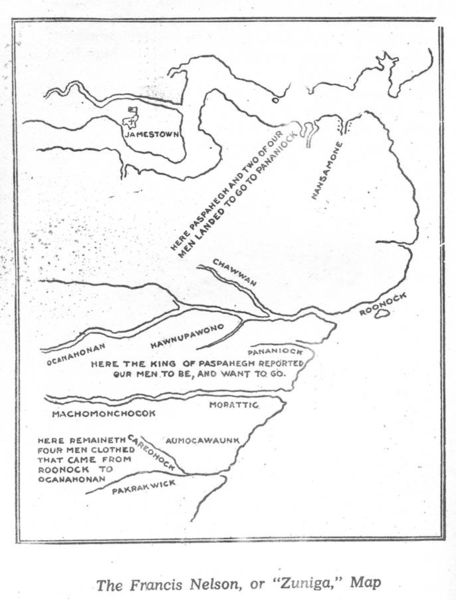
Mapa de Francis Nelson, c. 1607.

En su libro del año 2000, Roanoke: Solving the Mystery of the Lost Colony, la historiadora Lee Miller planteó que algunos de los supervivientes de la Colonia Perdida podrían haber buscado refugio con los chowanoke, quienes fueron atacados a su vez por otra tribu, identificada por la Colonia de Jamestown como los "mandoag" (palabra algonquina utilizada habitualmente para las naciones enemigas). Se ha especulado que los mencionados "mandoag" pudieron ser los tuscarora, una tribu de lengua iroquesa, o los eno, también llamados wainoke.
El conocido como "Mapa de Zúñiga" (que recibió su nombre por Pedro de Zúñiga, embajador español en Inglaterra, quien se hizo con una copia y se la entregó a Felipe II), dibujado en torno a 1607 por el habitante de Jamestown Francis Nelson, otorga credibilidad a esta afirmación. En el mapa se puede leer que "four men clothed that came from roonock" ("cuatro hombres vestidos provenientes de roonock") vivían en un poblado iroqués en el Neuse. William Strachey, un secretario de la Colonia de Jamestown, escribió en su "The historie of travaile into Virginia Britannia" de 1612 que, en los poblados indios de Pecccarecanick y Ochanahoen, se podían encontrar casas de dos pisos con muros de piedra. Los nativos supuestamente aprendieron a construirlas de los habitantes de Roanoke.
También se dieron testimonios de avistamientos de cautivos europeos en diversos poblados indios durante el mismo periodo. Strachey escribió en 1612 que se había observado a cuatro hombres ingleses, dos muchachos y una chica en el poblado eno de Ritanoc, bajo protección de un jefe llamado Eyanoco. Strachey informó de que se obligaba a los cautivos a golpear cobre y de que estos habían escapado del ataque al resto de los colonos y huido río arriba por el río Chaonoke, el actual río Chowan en el Condado de Bertie, en Carolina del Norte. A lo largo de estos cuatrocientos años diversos autores han especulado con la posibilidad de que la niña prisionera fuera Virginia Dare.
John Lawson escribió en su obra de 1709 A New Voyage to Carolina que los croatoan que vivían en la isla de Hatteras habitaron anteriormente la isla de Roanoke y afirmaban tener antepasados blancos:

Una ulterior confirmación de esto tenemos de los indios de Hatteras, que o vivían entonces en la Isla Ronoak o mucho la frecuentaban. Esto nos cuentan, que muchos de sus ancestros eran gente blanca, y podían hablar mediante un libro, como nosotros; la verdad de esto se confirma por los ojos grises que a menudo se encuentran entre estos indios, y en ninguno de los otros. En extremo se valoran por su afinidad con los ingleses, y están más que dispuestos a ofrecerles toda clase de actos de amistad. Es probable que este asentamiento fracasara por falta de los oportunos suministros desde Inglaterra; o por las insidias de los nativos, pues podemos suponer que los ingleses se vieron obligados a convivir con ellos en busca de consuelo y cohabitación; y que con el paso del tiempo, se hicieron a las costumbres de su parentela india.
A farther Confirmation of this we have from the Hatteras Indians, who either then lived on Ronoak-Island, or much frequented it. These tell us, that several of their Ancestors were white People, and could talk in a Book, as we do; the Truth of which is confirm'd by gray Eyes being found frequently amongst these Indians, and no others. They value themselves extremely for their Affinity to the English, and are ready to do them all friendly Offices. It is probable, that this Settlement miscarry'd for want of timely Supplies from England; or thro' the Treachery of the Natives, for we may reasonably suppose that the English were forced to cohabit with them, for Relief and Conversation; and that in process of Time, they conform'd themselves to the Manners of their Indian Relations.
A New Voyage to Carolina (1709), John Lawson

Desde principios del siglo XVII hasta mediados del siglo XVIII, los colonos europeos informaron de encuentros con indios americanos de ojos grises que aseguraban ser descendientes de los colonos, aunque al menos una de estas historias, la de un sacerdote galés que se encontró con un guerrero doeg capaz de hablar el galés, es con toda probabilidad un bulo. Crónicas de hugonotes franceses que se establecieron junto al río Tar en 1696 contaban historias de tuscaroras de pelo rubio y ojos azules poco después de su llegada. Dado que Jamestown era el asentamiento inglés más cercano y estos no tenían constancia de haber sido atacados por dicha tribu, la probabilidad de que el origen de aquellos nativos de piel clara fuera la Colonia Perdida parece alta.
A finales de la década de 1880, el legislador de Carolina del Norte Hamilton McMillan descubrió que sus vecinos "redbones" (aquellos con sangre india) del condado de Robeson aseguraban que eran descendientes de los habitantes de Roanoke. También se dio cuenta de que muchas palabras de su lenguaje tenían una llamativa semejanza con términos ingleses para entonces obsoletos. Más aún, muchos de los apellidos eran idénticos a los enumerados en el informe de la colonia de Hakluyt. Convencido por tanto de que estos eran los descendientes de la Colonia Perdida, el 10 de febrero de 1885 apoyó la aprobación de la "Croatoan bill" ("propuesta de ley croatoan"), que de manera oficial nombraba croatan a la población nativa americana en torno al Condado de Robeson. Dos días más tarde, el 12 de febrero de 1885, el The Fayetteville Observer publicó un artículo en el que se trataba el asunto de los orígenes de los nativos americanos de Robeson. El artículo manifestaba:

Dicen que su tradición afirma que la gente a la que llamamos indios croatan (aunque ellos no lo reconocen como nombre de una tribu, sino de un poblado, y que eran tuscaroras), siempre fueron amistosos con los blancos; y al encontrarlos desamparados y desesperados por recibir cualquier ayuda de Inglaterra, los persuadieron de marcharse [de la Isla de Roanoke], e ir al continente... Gradualmente se fueron alejando de su asentamiento original, y con el tiempo se establecieron en Robeson, casi en el centro del condado...

A pesar de todo el tema estaba lejos de quedar aclarado. Una leyenda parecida dice que los hoy desaparecidos saponi del Condado de Person, en Carolina del Norte, descendían de los colonos ingleses de la Isla de Roanoke. De hecho, cuando posteriores habitantes se encontraron por última vez con esos nativos, descubrieron que estos ya hablaban inglés y conocían el cristianismo. Los apellidos históricos de este grupo también coincidían con los de aquellos que vivieron en la Isla de Roanoke, y muchos presentaban características físicas propias de los europeos combinadas con las nativas. Sin embargo no existen pruebas documentadas de una conexión entre los saponi y los colonos.
Otras tribus que sostenían ser al menos descendientes en parte de los colonos supervivientes de Roanoke incluían a los catawba (que absorbieron a los pueblos shakori y eno), y las tribus coree y lumbee.
Además de todas estas posibilidades, Samuel A'Court Ashe estaba convencido de que los colonos se habían trasladado hacia el oeste a orillas del río Chowan del Condado de Bertie, y Conway Whittle Sams creía que tras haber sido atacados por los wanchese y los powhatan, los colonos se dispersaron por varios lugares: el río Chowan, y al sur de los ríos Pamlico y Neuse.

### Otras teorías

#### Chesepian
El historiador David Beers Quinn desarrolló la hipótesis de que la colonia se trasladó al completo y más adelante fue destruida. Cuando el capitán John Smith y los colonos de Jamestown se establecieron en Virginia en 1607, una de las tareas que se les había encomendado era encontrar a los colonos de Roanoke. El weroance Jefe Powhatan le habló al capitán Smith de la Confederación Powhatan asentada en la Península de Virginia y llegó a mencionar que él había aniquilado a los colonos de Roanoke justo antes de la llegada de los habitantes de Jamestown debido a que vivían con los chesepian, una tribu que habitaba la parte oriental de la actual subregión de South Hampton Roads y quienes, además de haberse negado a unirse a la Confederación Powhatan del Jefe Powhatan, habían sido el objeto de una profecía que decía que se rebelarían y destruirían su imperio.
Según parece el Jefe Powhatan mostró diversas herramientas de hierro inglesas para probar su afirmación, pero no se han encontrado ni cuerpos ni pruebas arqueológicas que apoyen esta teoría, y lo descubierto en la aldea chesepian ubicada en Great Neck Point, en lo que hoy es Virginia Beach, sugiere que la tribu chesepian estaba relacionada con los pamlico de Carolina en vez de con los powhatan. También hubo testimonios de túmulos de nativos americanos en el área de Pine Beach en Sewell's Point en Norfolk, Virginia, donde podría haber estado la principial aldea chesepian de Skioak.

#### Pérdida en alta mar, inanición
Otra posibilidad es la de que los colonos simplemente se cansaran de esperar e intentaran volver a Inglaterra por sus propios medios y que perecieran en el intento. Cuando el gobernador White se marchó en 1587 les dejó a los colonos una pinaza y algunos pequeñas embarcaciones para que exploraran la costa o para ayudar en el traslado de la colonia al continente.

#### Españoles
Otra teoría estaría relacionada con la posibilidad de que los españoles hubieran destruido la colonia. Durante el siglo XVI los españoles sí destruyeron en 1563 y 1578 las pruebas de la existencia de la colonia francesa de Charlesfort, Parris Island en la costa de Carolina del Sur y acabaron con los habitantes de Fort Caroline, una colonia en lo que hoy es Jacksonville, en Florida. Sin embargo esta teoría es poco probable debido a que los españoles siguieron buscando la ubicación de la fallida colonia inglesa hasta 1600, diez años después de que White descubriera la desaparición de la colonia.     

#### Mapa de Virginea Pars
En mayo de 2011, Brent Lane de la First Colony Foundation, se encontraba estudiando el mapa de Virginea Pars, confeccionado por John White durante su visita de 1585 a la Isla de Roanoke, cuando se dio cuenta de la existencia de dos parches con los que se había modificado el mapa. Estos fragmentos están hechos de papel contemporáneo con el del mapa. Lane consultó a investigadores del Museo Británico de Londres, donde el mapa había permanecido desde 1866, qué podía hallarse bajo los fragmentos, lo que dio origen a una investigación conjunta.
El 3 de mayo de 2012, en la Biblioteca Wilson de la Universidad de Carolina del Norte en Chapel Hill, miembros de la Fundación y representantes del museo anunciaron el descubrimiento de "un gran símbolo de forma cuadrada con esquinas con una forma peculiar". Se supone que este símbolo representa un fuerte y es visible solo cuando se observa el mapa en una caja de luz. Algunos estudiosos especulan sobre si los colonos se trasladaron a ese lugar, en lo que hoy se conoce como Salmon Creek en la comunidad de Merry Hill en el Condado de Bertie. Estaba planeada la inauguración del campo de golf de la comunidad de la Scotch Hall Preserve en ese sitio, pero no ha llegado a completarse.

## Pruebas arqueológicas
La Universidad del Este de Carolina organizó en 1998 «The Croatoan Project» (El proyecto Croatoan), una investigación arqueológica sobre lo acaecido en Roanoke. El equipo encargado de la excavación desenterró un anillo con sello inglés de oro de 10 quilates (42%) del siglo XVI, armas de chispa, y dos cuartos de penique del siglo XVI en el emplazamiento de la antigua capital croatoan, a 80 km de la vieja colonia de Roanoke. Los genealogistas fueron capaces de relacionar el sello de león del anillo con el escudo de armas de los Kendall, y concluyeron que el anillo probablemente pertenecía a un tal Master Kendall del que se tiene constancia que vivió en la colonia de Ralph Lane de la isla de Roanoke de 1585 a 1586. Si se confirmase este dato, el anillo representaría la primera conexión material entre los colonos de Roanoke y los nativos americanos de la isla de Hatteras.
También se ha postulado que la razón para la extrema deficiencia de pruebas arqueológicas es la erosión de la línea de costa. Dado que lo único que se encontró fue un fuerte de aspecto tosco en la orilla norte, y dicho lugar está bien documentado y contrastado, se cree que el asentamiento debió de encontrarse cerca. La orilla norte perdió 283 m debido a la erosión entre 1851 y 1970. Si en los años transcurridos durante y después de la breve existencia del asentamiento de Roanoke la erosión costera siguió esa misma tendencia, es muy probable que la localización de las viviendas esté bajo el agua, junto con cualquier artefacto o señales de vida.

## Proyecto de investigación genética
El Lost Colony DNA Project (Proyecto de ADN Colonia Perdida, en español), que comenzó en 2005, es un intento en desarrollo llevado a cabo por el "Lost Colony of Roanoke DNA Project" en Family Tree DNA en Houston. El proyecto usa pruebas de ADN para ayudar a determinar si alguno de los supervivientes de la Colonia Perdida se integró en las tribus de nativos americanos ya fuese mediante adopción o esclavitud. El proyecto intenta encontrar y realizar pruebas a tantos descendientes potenciales como sea posible, además de a alguno de los restos orgánicos recuperados.

## Factores climáticos
Un equipo liderado por el climatólogo David W. Stahle, del Departamento de Geografía de la Universidad de Arkansas, en Fayetteville, y por el arqueólogo Dennis B. Blanton, del Centro de Investigación Arqueológica del College of William and Mary en Williamsburg, usó en 1998 los anillos de crecimiento de cipreses sin hojas de ochocientos años de edad traídos desde la zona de la Isla de Roanoke en Carolina del Norte y la zona de Jamestown en Virginia para reconstruir la cronología de precipitaciones y temperatura.
Los investigadores concluyeron que los habitantes de la Colonia Perdida desembarcaron en la isla de Roanoke durante el verano de la peor sequía en estación de cultivo en ochocientos años. "Esta sequía continuó tres años, de 1587 a 1589, y es el periodo de tres años más seco en toda la reconstrucción de ochocientos años", informó el equipo en la revista Science. Un mapa muestra que "la sequía de la Colonia Perdida afectó a la totalidad del Sureste de Estados Unidos pero fue particularmente intensa en la región de Tidewater cercana a la isla de Roanoke". Los autores sugirieron que los croatan que recibieron los disparos de los colonos y murieron por esta causa podrían haber estado buscando comida entre los restos de la aldea abandonada como resultado de la sequía.

## Descripciones y recreaciones
El ganador del premio Pulitzer Paul Green escribió The Lost Colony en 1937 para conmemorar el 350º aniversario del nacimiento de Virginia Dare. La obra presenta una conjetura sobre el destino de la Colonia de Roanoke. Lleva interpretándose de forma ininterrumpida, a excepción del periodo bélico durante la Segunda Guerra Mundial, en el Waterside Theater en el Fort Raleigh National Historic Site de la Isla de Roanoke. Entre los integrantes del reparto a lo largo del tiempo se cuentan Andy Griffith (que interpretó a sir Walter Raleigh), William Ivey Long, Chris Elliott, Terrence Mann y el corresponsal de The Daily Show Dan Bakkedahl. 
El libro infantil de Giles Milton publicado en 2013 Children of the Wild es una recreación ficticia de la Colonia de Roanoke vista desde la perspectiva de cuatro niños colonos.
El 14 de septiembre de 2016, se estrenó la sexta temporada de American Horror Story, basada en la antigua colonia de Roanoke, en la que una pareja compra una casa cerca de las ruinas de la colonia, pero son acechados por los fantasmas del lugar.

## En la cultura popular

### Cómics
- En un Crossover entre Batman y Spawn, el villano fue la causa de la desaparición.
- La colonia perdida fue un lugar regular en Marvel 1602.

### Literatura
Este tema fue muy popular en los siglo XIX y XX:
- Abraham Lincoln: cazador de vampiros lo explica como un ataque de vampiros.
- En la novela de Doctor Who The Empire of Glass es un secuestro extraterrestre.
- En la novela corta Virginia Vieja, fueron atacados por una abominación.
- En la novela It de Stephen King el suceso es nombrado en comparación a la desaparición de los primeros colonos de Derry, solo que en este último caso nadie habla de ello.
- En el guión "La tormenta del siglo" escrito por Stephen King expresamente para la televisión el suceso también es nombrado por el villano de turno, Linoge, para amenazar a los habitantes de la isla con hacerlos desaparecer como hizo siglos atrás con los de Roanoke.

### Televisión
- La sexta temporada de la serie American Horror Story, hace un planteamiento ficticio de lo que sucedió en la colonia y sus habitantes.
- En la serie Supernatural, en la segunda temporada capítulo 9: Croatoan, se da una explicación demoniaca al respecto.